# Pralesnička ohnivá

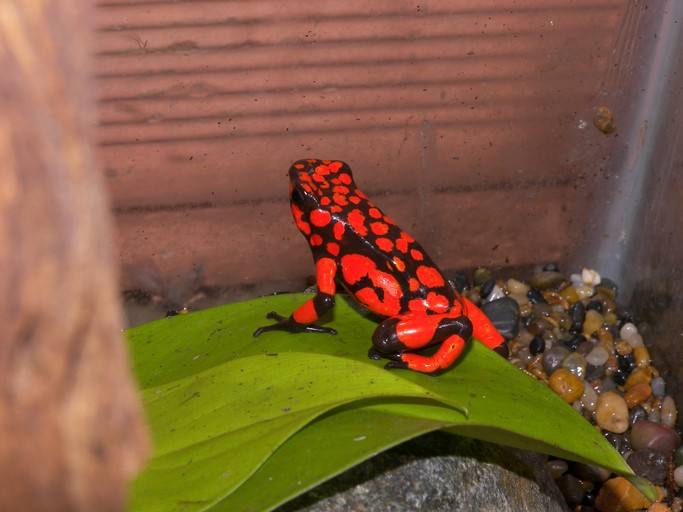
Pralesnička ohnivá - červená varieta

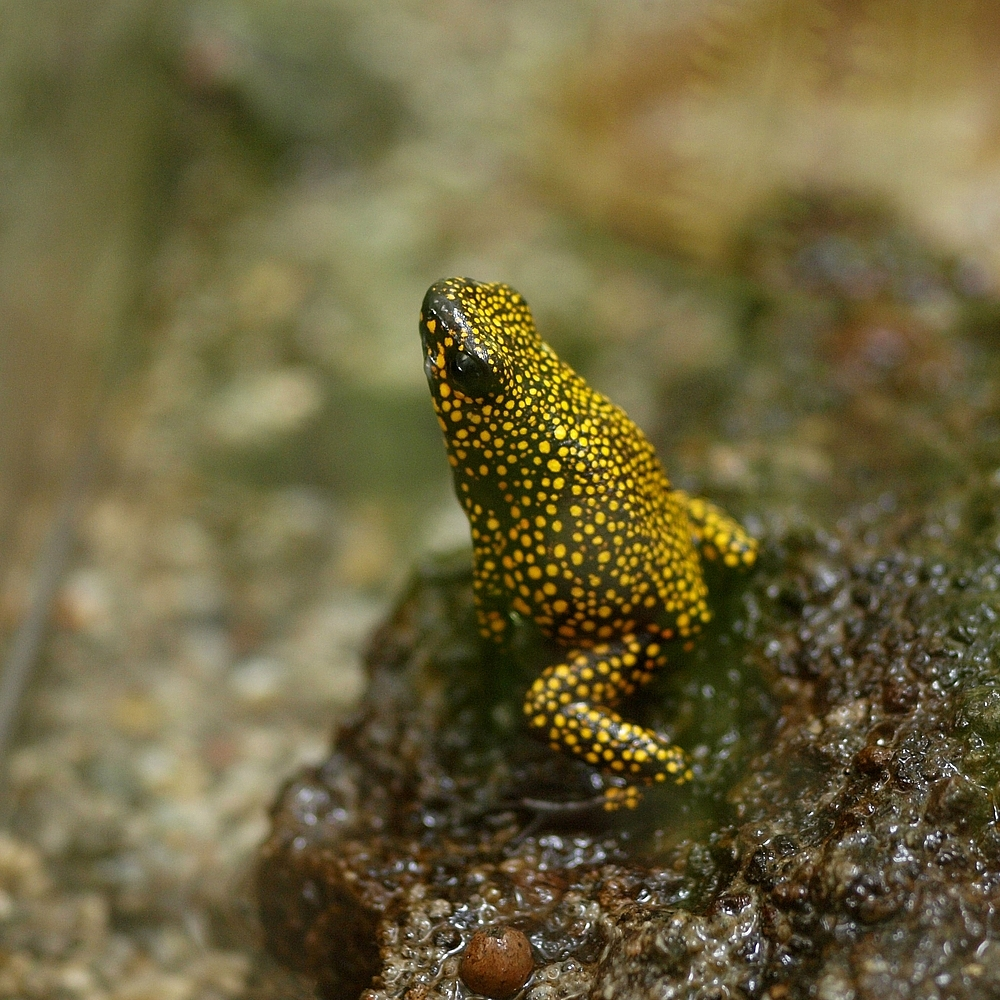
Pralesnička ohnivá - hnědá varieta

Pralesnička ohnivá (Oophaga histrionica) je drobná, nápadně zbarvená jedovatá žába řazena k tzv. „harlekýnovým šípovým žabám“. Vylučuje kůží vysoce toxický sekret obsahující kadiotoxiny, který odpuzuje nebo dokonce zabíjí malé predátory. Pralesnička ohnivá je suchozemský obojživelník trávící většinu svého života skrytě ve vlhkém prostředí pod spadaným listím tropických rostlin, kde si také hledá živočišnou potravu. Může přežít i v sekundárním lese.

## Rozšíření
Tento obojživelník je endemit jihoamerické Kolumbie. Ještě nedávno se na základě tehdejších poznatků předpokládalo, že žije ve velkém počtu v tropických deštných lesích v několika provinciích na rozlehlém území v nížinách na tichomořské straně Kolumbie.
Novým podrobným průzkumem byla část její populace z departementů Chocó a Antioquia přeřazena do druhu Oophaga andresi a populace z departementu Valle del Cauca do druhu Oophaga anchicayensis. Z toho vyplynulo, že všichni jedinci pralesničky ohnivé (Oophaga histrionica) se vyskytují na jediné lokalitě v okolí města Santa Cecilia v departementu Risaralda. Toto území se nachází v tropickém lese v nadmořské výšce od 300 do 730 m n. m. a nemá rozlohu ani 100 km².

## Popis
Pralesnička ohnivá je druh patřící v rodu Oophaga k největším, samci dorůstají do délky 3,5 cm a samice 3,7 cm, někteří dospělí jedinci však nejsou velcí ani 2,5 cm. Variabilita druhu se projevuje i tím, že byla původně popsána jako jasně oranžová s černými skvrnami, později však byla nalezena řada morfotypů barevně velmi odlišných, se základními barvami světle až matně oranžová, hnědá, žlutá, červená, bílá i modrá a kontrastní barva bývá hnědá nebo černá. Pralesničky ohnivé rozličně zbarvené žijí na místech nepříliš od sebe vzdálených.
Nohy a jejich prsty jsou vždy černé, na prstech mají přilnavé polštářky usnadňující lezení po stromech. Nohy jsou v porovnáni s jinými druhy rodu poměrně dlouhé a všechny prvé prsty jsou kratší než druhé. Žába má velké oči a je bezzubá.

## Potrava
Mezi základní potravu této žáby patří mravenci, termiti, roztoči, brouci a jiní drobní členovci žijící pod spadaným listím ve vlhkém tropickém lese. Protože nemá zuby, lapá kořist lepkavým jazykem a hltá ji celou.

## Rozmnožování
Složitý reprodukční systém je daň za přechod dospělého živočicha k životu na pevné zemí, potomci musí stále prodělávat larvální vývoj ve vodě. K páření dochází v období dešťů, kdy dosud osamoceně žijící samci vylézají na listy a volají samice. Po setkání samice naklade čtyři až deset vajíček na list a samec je oplodní, tím jeho role končí. Samice vajíčka střeží a za deset dnů se z nich vylíhnou drobní pulci, kteří za pomoci svého ocasu vylezou na její záda. Po jednom je odnese do koruny stromu, kde každého zvlášť odloží do listové růžice broméliovité rostliny naplněných vodou. Protože v této čisté, převážně dešťové vodě nemají pulci žádnou stravu, samice je po tři měsíce každodenně navštěvuje a denně jim snáší jako potravu neoplodněná vajíčka. Za tři měsíce je metamorfóza dokončená a malé žabky seskáčou na zem. V zajetí je průměrná délka života této žáby okolo 9 let.

## Toxicita
Oophaga histrionica vyměšuje kůži kardiotoxin označovaný jako histrionicotoxin, což je alkaloid blokující především iontový kanál spojený s acetylcholinovým receptorem. Tento jed si žába nevytváří, ale postupně ho shromažďuje z kořisti a koncentruje jej ve své kůži; čím je žába starší, tím jedovatější. Histrionicotoxin je účinnější než běžný pumiliotoxin, vyskytující se u většiny žab čeledi pralesničkovitých, ale slabší než batrachotoxin. U lidí se symptomy zasažení tímto jedem projevují fyzickou slabosti, rozmazaným viděním, bušením srdce a v některých případech srdeční paralýzou vedoucí k úmrtí. Domorodci tento jed pro otrávené šípy do foukaček nepoužívají, obvykle využívají jedu žab pralesniček rodu Phylobates.

## Ohrožení
Jedná se o nemigrující druh žijící v nepočetné populaci na poměrně malém území, stavy jeho dospělců postupně klesají. Jedinci jsou poměrně hodně koncentrovaní a proto rozšíření vážné nemoci je může tragicky ohrozit, žádní se nevyskytují se v chráněných oblastech. Pralesničku ohnivou stále ohrožuje sběr pro nelegální obchodování a četné devastace biotopu následkem odlesňování pro těžbu dřeva, rozšiřování plochy zemědělské půdy nutné k obživě a budování dopravní infrastruktury. Při posuzování IUCN je pralesnička ohnivá s ohledem na změnu situace nově zařazena do kategorie kriticky ohrožených druhů (CR).